# Bördepark

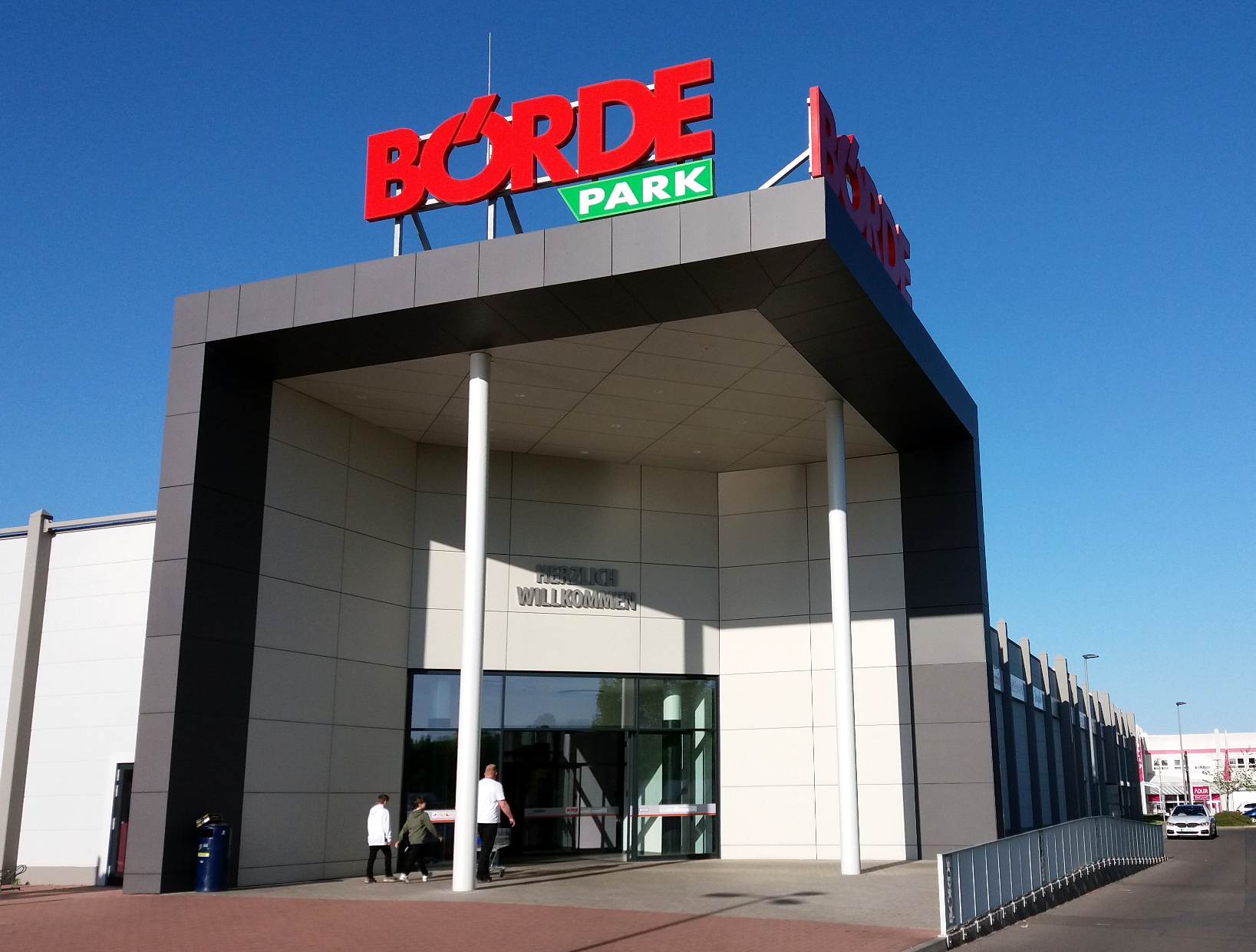
Eingang des Einkaufszentrums

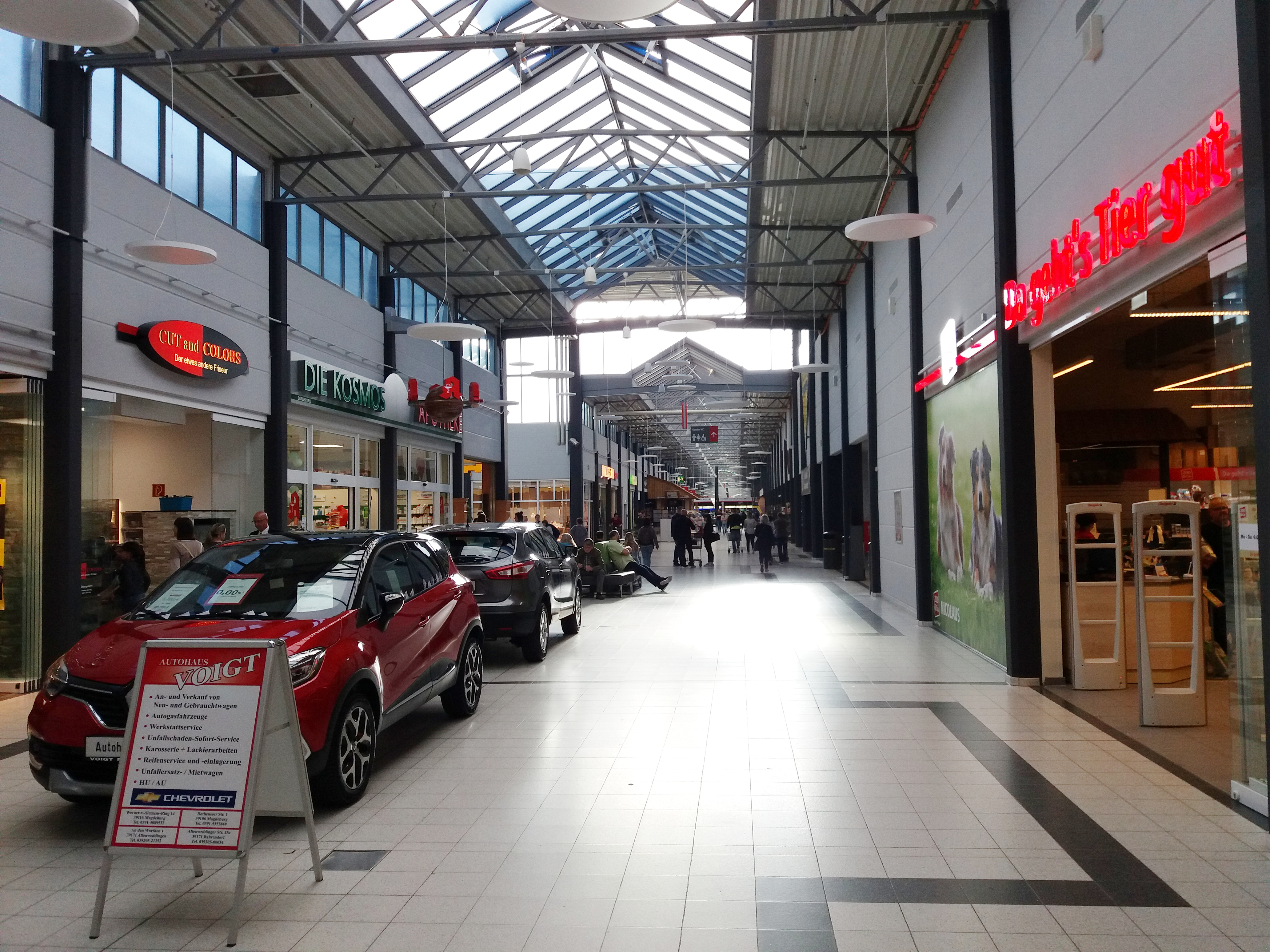
Innenansicht

Der Bördepark ist ein Einkaufszentrum im Südwesten der Stadt Magdeburg, im Stadtteil Reform.

## Lage
Über die Bundesstraße 81 und die Bundesstraße 71 lässt sich der Bördepark erreichen. Am Einkaufszentrum befinden sich 2.500 Parkplätze. Durch die Buslinie 54 und die Straßenbahnlinie 9 lässt sich der Bördepark erreichen.

## Gebäude und Geschäfte
Das 1994 eröffnete Einkaufszentrum besaß anfangs Verkaufsfläche von nur 4000 m². In den 2010er Jahren wurde die ehemalige Verkaufsfläche eines Baumarktes in kleinteilige Verkaufsflächen umgewandelt.
Wichtigste hier angesiedelte Einzelhandelsunternehmen sind Media Markt und E-Center.
Der Name Bördepark leitet sich von der Lage des Einkaufszentrums in der Landschaft der Magdeburger Börde ab.